# ارن سن
ارن سن (انگلیسی: Eren Şen؛ زادهٔ ۲۸ سپتامبر ۱۹۸۴) بازیکن فوتبال اهل ترکیه است.
از باشگاه‌هایی که در آن بازی کرده‌است می‌توان به باشگاه فوتبال ماگدبورگ ۱، باشگاه فوتبال مرسین، باشگاه فوتبال قونیه‌اسپور، باشگاه فوتبال هامبورگ، باشگاه ورزشی استانبول‌اسپور، باشگاه فوتبال پیکان، باشگاه فوتبال دیاربکرسپور، و باشگاه فوتبال تون اشاره کرد.
وی همچنین در تیم ملی فوتبال جوانان آلمان بازی کرده‌است.